# 硅镁层
硅镁层是地球化学中指富含镁的硅酸盐矿物组成的地壳。硅镁层出露到地表的代表是玄武岩。大洋地壳主要是硅镁层。
岩石学研究表明，相比硅铝层，硅镁层密度更大（2800 到 3300 kg/m3），这是因为铁、镁含量更高，铝含量降低。硅镁层岩石也叫铁镁质。密度最大的硅镁层岩石是硅含量最少的超基性岩。 